# Denkmal des Kleinen Aufständischen
Das Denkmal des Kleinen Aufständischen (polnisch: Pomnik Małego Powstańca) ist ein Denkmal vor der Stadtmauer der Warschauer Altstadt, das dem Gedenken an die im Warschauer Aufstand 1944 gefallenen Kinder gewidmet ist. Die etwa 150 cm hohe Skulptur ist kurz nach dem Krieg als Studentenarbeit des Bildhauers Jerzy Jarnuszkiewicz (1919–2005) entstanden. 
In Wirklichkeit nahmen Kinder wegen der Waffenknappheit an den Kämpfen nicht teil. Die Warschauer Pfadfinder wurden als Briefträger und Sanitäter eingesetzt. 
Eine Miniatur der Skulptur wurde bei vielen polnischen Familien als Symbol für gefallene Familienmitglieder verehrt. Die Skulptur selbst wurde am 1. Oktober 1983 öffentlich aufgestellt und enthüllt.

## Galerie

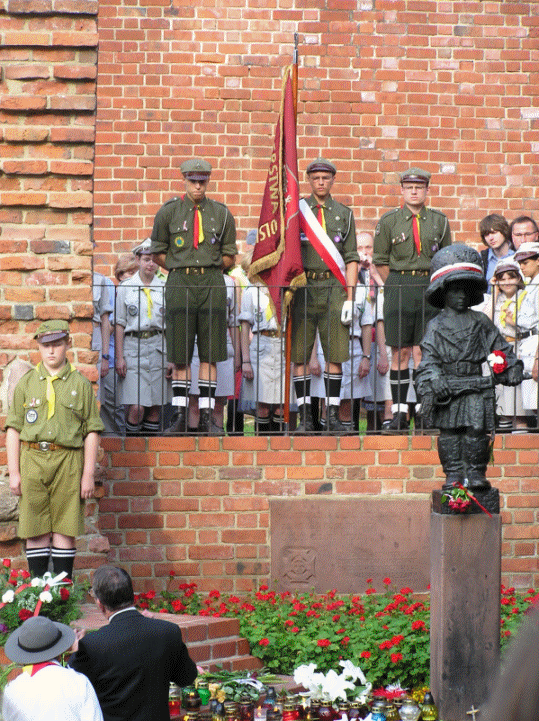
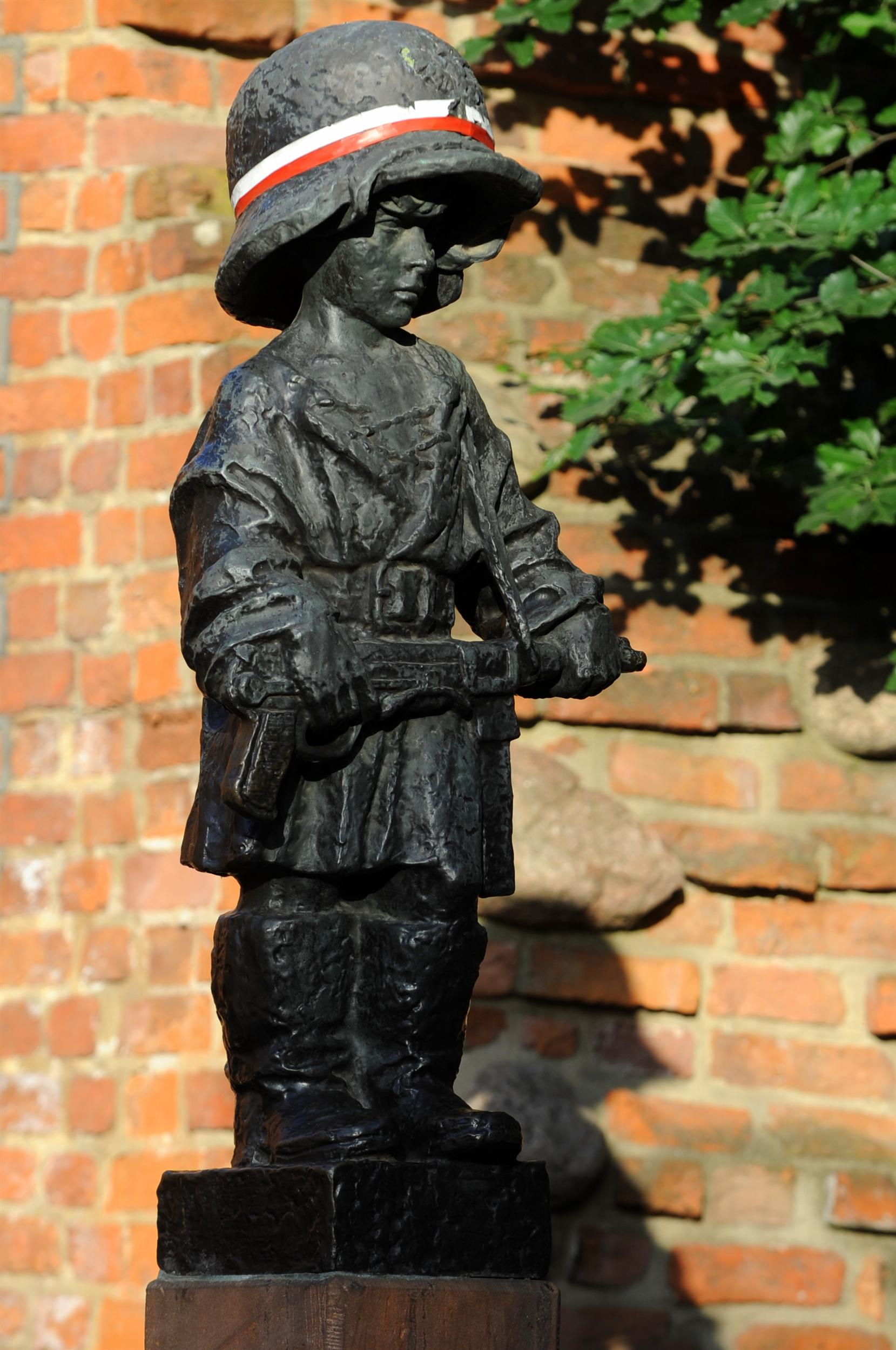
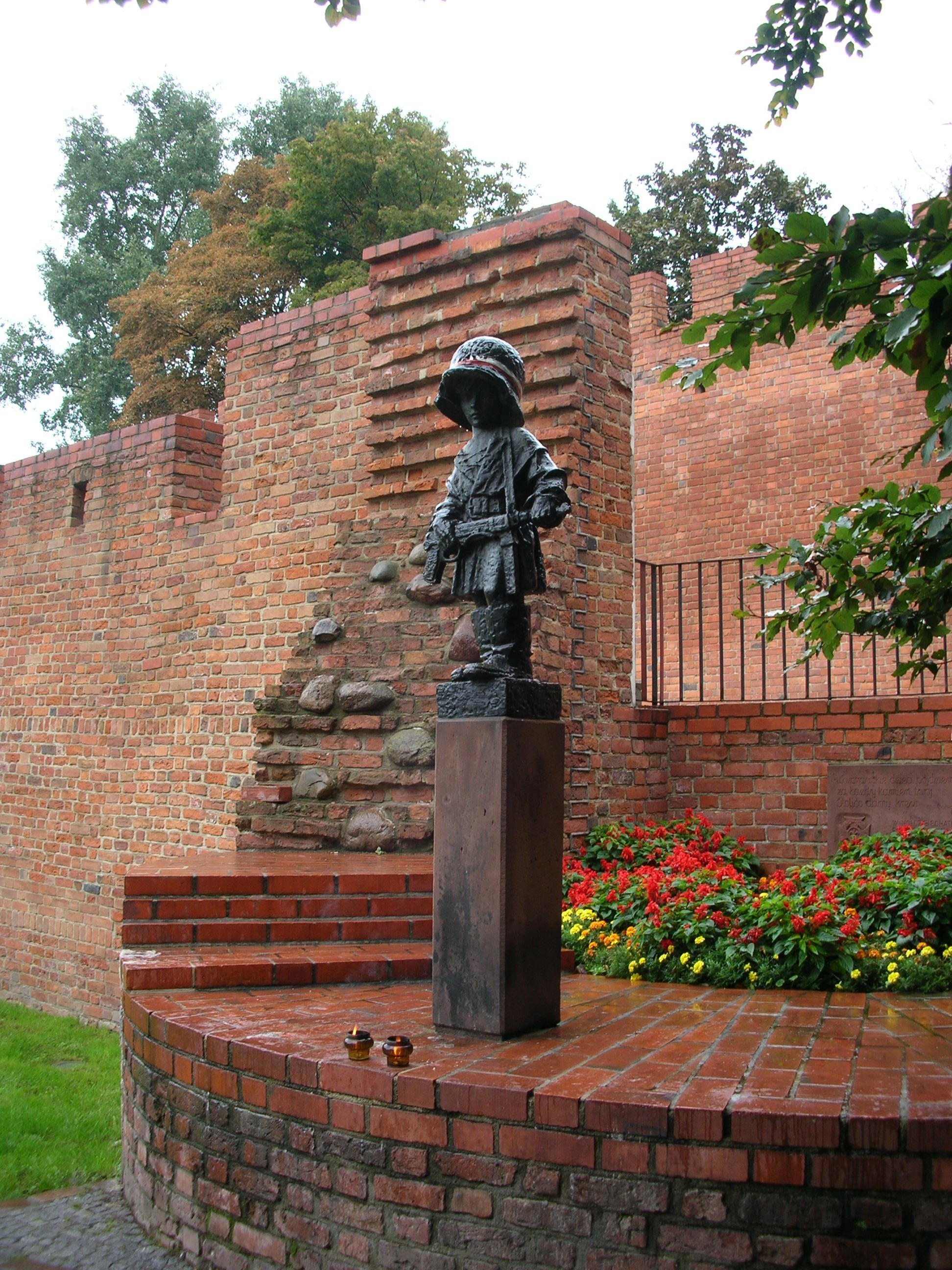